# Ripresa (musica)
In musica, una ripresa  è la ripetizione o reiterazione dell'idea musicale di apertura in seguito in una composizione come avviene nella  ricapitolazione della forma-sonata, sebbene in origine, nel XVIII secolo, fosse semplicemente  ogni  sezione ripetuta, come indicato dai segni di ripetizione dall'inizio e dalla fine.

## Riprese di canzoni
Ripresa può fare riferimento a una versione di una canzone che è simile a, ma diversa dalla canzone su cui si basa. Un esempio potrebbe essere Time, il quarto brano dell'album del 1973 dei Pink Floyd The Dark Side of the Moon, che contiene una ripresa di Breathe, la seconda canzone dello stesso album.

### Esempi di riprese di canzoni in album musicali
- The Beatles - Sgt. Pepper's Lonely Hearts Club Band
  - Sgt. Pepper's Lonely Hearts Club Band
    - Sgt. Pepper's Lonely Hearts Club Band (Reprise)
- Genesis - Selling England by the Pound
  - Dancing With the Moonlit Knight
    - Aisle of Plenty
- Pink Floyd - The Wall
  - In the Flesh?
    - In the Flesh
- Massive Attack - Mezzanine
  - Exchange
    - (Exchange)
- David Bowie - Diamond Dogs
  - Sweet Thing
    - Sweet Thing (Reprise)
- Oasis - Be Here Now
  - All Around the World
    - All Around the World (Reprise)
- Prince - Graffiti Bridge
  - New Power Generation
    - New Power Generation (Pt. II)
- The Prodigy - Invaders Must Die
  - Omen
    - Omen Reprise
- Queen - Made In Heaven
  - It's A Beautiful Day
  - It's A Beautiful Day (Reprise)
- Queen + Paul Rodgers - The Cosmos Rocks
  - Small
    - Small reprise
- Elbow - Build a Rocket Boys!
  - The Birds
    - The Birds (Reprise)
- Anastacia - Freak Of Nature
  - Overdue Goodbye
    - Overdue Goodbye (Reprise)
- Midlake - Antiphon
  - Provider
    - Provider Reprise
- Om - Pilgrimage
  - Pilgrimage
    - Pilgrimage (Reprise)
- Suzanne Vega - Solitude Standing
  - Tom's Diner
    - Tom's Diner (Reprise)
- Groove Armada - Soundboy Rock
  - "What's Your Version?"
    - "What's Your Version?" (Reprise)
- Sublime - Sublime
  - What I Got
    - What I Got (Reprise)
- Aladdin
  - Prince Ali (By Genie)
    - Prince Ali (By Jafar)
- Heart - Dreamboat Annie
  - Dreamboat Annie (Fantasy Child)
  - Dreamboat Annie
    - Dreamboat Annie (Reprise)
- Eagles 
  - Wasted Time (Song)
    - Wasted Time (Reprise)
- Various artists - Lost Highway (colonna sonora)
  - David Bowie - I'm Deranged
    - David Bowie - I'm Deranged (Reprise)
- Periphery - Juggernaut Alpha and Omega
  - A Black Minute (Original)
    - Reprise (Reprise)
- Lucio Battisti - Anima Latina
  - Due Mondi
    - Due Mondi (ripresa)

  - Gli uomini celesti
    - Gli uomini celesti (ripresa)

### Teatro musicale
Nei teatro musicale, le riprese sono il ripetersi di un brano precedente o di un tema, di solito con testi modificati e musica abbreviata in modo da riflettere lo sviluppo della storia. Inoltre, è comune per le canzoni cantate dallo stesso personaggio o per quanto riguarda lo stesso motivo narrativo avere melodie e testi simili, o incorporare melodie e testi simili. Ad esempio, nella versione teatrale di Les Misérables, una canzone del nemico principale ("Il suicidio di Javert") è simile nei testi ed esattamente identica nella musica ad un soliloquio del protagonista quando era in uno stato emotivo simile ("Cosa ho fatto?"). Alla fine della canzone, una parte strumentale viene riprodotta da un soliloquio precedente del nemico, in cui era molto più sicuro di sé. Les Misérables, in generale, riprende molti temi musicali.
Spesso la versione ripresa di una canzone ha esattamente la stessa melodia e testi di quella originale, anche se spesso con i personaggi diversi cantano o anche con il personaggio originale nella versione ripresa. Per esempio, in The Sound of Music, la ripresa della canzone del titolo è cantata dai bambini Von Trapp e dal padre, il capitano; mentre l'originale era cantata da Maria. In "Edelweiss"  (ripresa), l'intera famiglia Von Trapp e Maria cantano e successivamente il pubblico si unisce a loro, mentre nell'originale cantano Liesl e il capitano.
Inoltre, nel musical The Music Man, la canzone d'amore "Goodnight My Someone" usa la stessa base melodica (anche se con una migliore qualità) della travolgente marcia e tema "Seventy-Six Trombones"; nelle versioni ripresa, Harold e Marian cantano un brano di ogni altra canzone. E in Show Boat di Jerome Kern e Oscar Hammerstein II, la canzone "Ol 'Man River" è ripresa tre volte dopo la prima, come se si trattasse di un commento sulla situazione nella storia. In alcuni musical, una ripresa di una canzone precedente è cantata da un personaggio diverso da quello che ha cantato in origine, con testi differenti.
In Mamma mia!, tuttavia, le riprese del brano del titolo, Dancing Queen e Waterloo non hanno alcuna alterazione dei testi, e sono solo versioni abbreviate degli originali eseguiti in precedenza.

## In letteratura
Nel postmodernismo, il termine ripresa è stato preso in prestito dalla terminologia musicale per essere utilizzato in critica letteraria da Christian Moraru:
- Christian Moraru»
Dal punto di vista postmoderno, la ripresa è uno strumento fondamentale in tutta la storia dell'arte.